# فسترشتيده
فسترشتيده (بالألمانية: Westerstede) هي بلدة ألمانية تقع في سكسونيا السفلى في ألمانيا. يقدر عدد سكانها بـ 22,117 نسمة .